# Американо-панамские отношения
Американо-панамские отношения — двусторонние дипломатические отношения между США и Панамой.

## История
В 1903 году Соединённые Штаты установили дипломатические отношения с Панамой (после провозглашения Панамой независимости от Колумбии). В этом же году был подписан Договор Хэя — Бунау Варильи и зона Панамского канала перешла под управление США. В 1977 году были подписаны Договоры Торрихоса–Картера которые установили основные стандарты управления Панамским каналом, а 31 декабря 1999 года Панама восстановила свой суверенитет над ним.
Вторжение США в Панаму началось 20 декабря 1989 года, а завершилось утром 25 декабря. США официально мотивировали вторжение защитой жизни 35 тысяч американских граждан и «восстановлением демократии» в Панаме. Президент Панамы Мануэль Норьега был свергнут, а Гильермо Эндара Галимани был приведён к присяге на военной базе США. В настоящее время между странами установились дружеские отношения, которые носят стратегический характер сотрудничества.

## Торговля
Экспорт из США в Панаму: нефть, машины, самолеты, сельскохозяйственная продукция. Импорт в США из Панамы: рыба и морепродукты, золото, тростниковый сахар, а также бананы и ананасы. Соединённые Штаты активно инвестируют денежные средства в экономику Панамы.